# Viktor Hurmio & Fetknopparna
Viktor Hurmio & Fetknopparna var en finlandssvensk popgrupp. 
Viktor Hurmio & Fetknopparna bildades 1982, ursprungligen grundad  mer eller mindre på skämt, av ett sällskap studerande vid pedagogiska fakulteten i Vasa under ledning av Roland Rantschukoff. Till gruppens image hörde länge att hålla ledargestaltens riktiga namn hemligt, vilket gav den stor uppmärksamhet. Gruppen fick sitt genombrott på SÖU-rock 1982 och levde under några år ett hektiskt turnéliv i hela Svenskfinland samt uppträdde i radio och tv. Gruppen utgav 1983 musikalbumet Viktor Hurmio & Fetknopparna och var i några år omåttligt populär, inte minst i hemtrakterna i Evitskog i Kyrkslätt. Gruppen tog avsked på SÖU-rock 1986, men återuppstod senare och uppträder ibland vid speciella tillfällen. Gruppen gav 2000 ut samlingsalbumet Veni, Vidi, Viktor med 27 av gruppens hitlåtar.